# Armand Simon
Armand Simon (...) è un ex schermidore francese, vincitore di una medaglia d'oro ai campionati mondiali di scherma.